# Madždžhima-nikája
Madždžhima-nikája („Střední sbírka“ nebo „Sbírka středně dlouhých rozprav“, používaná zkratka: M.) je soubor buddhistických textů, jedná se o druhou z pěti nikájí (sbírek) tvořící součást Sutta-pitaky, která je jedním ze „tří košů“ Tipitaky, tzv. pálijského kánonu théravádové buddhistické školy. Název této nikáje je odvozen ze skutečnosti, že se skládá z různě dlouhých rozprav (sutt), jejichž délka sahá od delších rozprav, které se délkou vyrovnají textům Dígha-nikáje, po krátké rozpravy, které jsou srovnatelné s kratšími suttami Khuddaka-nikáje. Madždžhima-nikája se skládá z 152 sutt přednesených Buddhou nebo jeho nejvýznamnějšími žáky. Rozpravy jsou rozčleněny na tři části skládající se z 50 sutt, respektive poslední část se skládá z 52 sutt, jednotlivé části se dále dělí na soubory (skupiny) po deseti suttách, pouze 4. soubor poslední části obsahuje 12 sutt.

## Obsah Madždžhima-nikáje
- Múlapannása-páli (Část "Padesát počátečních rozprav"):

I. Múlaparijája-vagga (Soubor "Kořen všech věcí"):
1. Múlaparijája sutta (O kořeni všech věcí)
2. Sabbásava sutta (Všechny zákaly)
3. Dhammadájáda sutta (Dědici Dhammy)
4. Bhajabhérava sutta (Strach a hrůza)
5. Anangana sutta (Bez poskvrny)
6. Ákankhejja sutta (Kdyby si mnich přál)
7. Vatthúpama sutta (Přirovnání ke kusu látky)
8. Sallékha sutta (Očišťování)
9. Sammáditthi sutta (Správný názor)
10. Mahá Satipatthána sutta (Velká rozprava o ustavení uvědomění)
II. Síhanáda-vagga (Soubor "Lví řev"):
11. Čúla Síhanáda sutta (Kratší rozprava o lvím řevu)
12. Mahá Síhanáda sutta (Delší rozprava o lvím řevu)
13. Mahá Dukkhakkhandha sutta (Delší rozprava o množství strasti)
14. Čúla Dukkhakkhandha sutta (Kratší rozprava o množství strasti)
15. Anumána sutta (Úsudek)
16. Čétókhila sutta (Hrubost mysli)
17. Vanapattha sutta (Lesní houština)
18. Madhupindika sutta (Medová kulička)
19. Dvédhávitakka-sutta (Dvojí myšlenky)
20. Vitakkasanthána sutta (Zastavování myšlenek)
III. Tatija-ópamma-vagga (Soubor "Přirovnání"):
21. Kakačúpama sutta (Přirovnání k pile)
22. Alagaddúpama sutta (Přirovnání k hadovi)
23. Vammika sutta (Mraveniště)
24. Rathaviníta sutta (Spojení dostavníků)
25. Nivápa sutta (Návnada)
26. Arijaparijésaná sutta (Ušlechtilé hledání)
27. Čúla Hatthipadópama sutta (Kratší rozprava o přirovnání ke sloní stopě)
28. Mahá Hatthipadópama sutta (Delší rozprava o přirovnání ke sloní stopě)
29. Mahá Sárópama sutta (Delší rozprava o přirovnání k jádrovému dřevu)
30. Čúla Sárópama sutta (Kratší rozprava o přirovnání k jádrovému) dřevu
IV. Mahá Jamaka-vagga (Soubor "Delší kapitola párů"):
31. Čúla Gósinga sutta (Kratší rozprava v lese Gósinga)
32. Mahá Gósinga sutta (Delší rozprava v lese Gósinga)
33. Mahá Gópálaka sutta (Delší rozprava o stádu krav)
34. Čúla Gópálaka sutta (Kratší rozprava o stádu krav)
35. Čúla Saččaka sutta (Kratší rozprava k Saččakovi)
36. Mahá Saččaka sutta (Delší rozprava k Saččakovi)
37. Čúla Tanhásankhaja sutta (Kratší rozprava o odstranění toužení)
38. Mahá Tanhásankhaja sutta (Delší rozprava o odstranění toužení)
39. Mahá Assapura sutta (Delší rozprava ve vesnici Assapura)
40. Čúla Assapura sutta (Kratší rozprava ve vesnici Assapura)
V. Čúla Jamaka-vagga (Soubor "Kratší kapitola párů"):
41. Sálejjaka sutta (Bráhmanští hospodáři z vesnice Sálá)
42. Veraňdžaka sutta (Bráhmanští hospodáři z vesnice Véraňdža)
43. Mahá Védalla sutta (Delší série otázek a odpovědí)
44. Čúla Védalla sutta (Kratší série otázek a odpovědí)
45. Čúla Dhammasamádána sutta (Kratší rozprava o způsobech praktikování věcí)
46. Mahá Dhammasamádána sutta Delší rozprava o způsobech praktikování věcí
47. Vímamsaka sutta (Zkoumání Tathágaty)
48. Kósambija sutta (Mniši z Kósambí)
49. Brahmanimantanika sutta (Brahmova výzva)
50. Máratadždžaníja sutta (Pokárání Máry)
- Madždžhimapannása-páli (Část "Padesát prostředních rozprav"):

I. Gahapati-vagga (Soubor "Hospodáři"):
51. Kandaraka sutta (Poutník Kandaraka)
52. Atthakanágara sutta (Hospodář z Atthakanágary)
53. Sékha sutta (Ten, kdo se cvičí)
54. Pótálija sutta (Hospodář Potálija)
55. Džívaka sutta (Občan Džívaka)
56. Upáli sutta (Hospodář Upáli)
57. Kukkuravatika sutta (Psí asketa)
58. Abhajarádžakumára sutta (Princ Abhaja)
59. Bahuvédaníja sutta (Mnoho druhů pociťování)
60. Apannaka sutta (Nevyvratitelné učení)
II. Bhikkhu-vagga (Soubor "Mniši"):
61. Ambalatthiká Ráhulóváda sutta (Poučení Ráhuly v Mangovém parku)
62. Mahá Ráhulóváda sutta (Delší poučení Ráhuly)
63. Čúla Málunkja sutta (Kratší rozprava k ctihodnému Málunkjáputtovi)
64. Mahá Málunkja sutta (Delší rozprava k ctihodnému Málunkjáputtovi)
65. Bhaddáli sutta (Ctihodný Bhaddáli)
66. Latukikópama sutta (Přirovnání ke křepelce)
67. Čátumá sutta (V Čátumě)
68. Nálakapána sutta (V Nálakapáně)
69. Gulissáni sutta (Ctihodný Gulissáni)
70. Kítágiri sutta (V Kítágiri)
III. Paribbádžaka-vagga (Soubor "Asketičtí poutníci"):
71. Tévidždža Vaččhagotta sutta (Rozprava k Vaččhagottovi o trojici vědění)
72. Aggi Vaččhagotta sutta (Rozprava k Vaččhagottovi o ohni)
73. Mahá Vaččhagotta sutta Velká rozprava k Vaččhagottovi
74. Díghanaka sutta (Poutník Díghanaka)
75. Mágandija sutta (Poutník Mágandija)
76. Sandaka sutta (Poutník Sandaka)
77. Mahá Sakuludáji sutta (Velká rozprava k poutníku Sakuludájimu)
78. Samanamandiká sutta (Poutník Samanamandikáputta)
79. Čúla Sakuludáji sutta (Kratší rozprava k poutníku Sakuludájimu)
80. Vékhanassa sutta (Poutník Vékhanassa)
IV. Rádža-vagga (Soubor "Králové"):
81. Ghátíkára sutta (Hrnčíř Ghátíkára)
82. Ratthapála sutta (O Ratthapálovi)
83. Makhádéva sutta (Král Makhádéva)
84. Madhurá sutta (V Madhuře)
85. Bódhirádžakumára sutta (Princ Bódhi)
86. Angulimála sutta (O Angulimálovi)
87. Pijadžátika sutta (Co je zrozeno z těch, kdo jsou nám drazí)
88. Bhátika sutta (Plášť)
89. Dhammačétija sutta (Mohyla Dhammy)
90. Kannakatthala sutta (V Kannakatthale)
V. Bráhmana-vagga (Soubor "Bráhmani"):
91. Brahmáju sutta (Bráhman Brahmáju)
92. Séla sutta (Bráhman Séla)
93. Assalájana sutta (Bráhman Assalájana)
94. Ghótamukha sutta (Bráhman Ghótamukha)
95. Čankí sutta (Bráhman Čankí)
96. Ésukárí sutta (Bráhman Ésukárí)
97. Dhánaňdžáni sutta (Bráhman Dhánaňdžáni)
98. Vásettha sutta (Bráhman Vásettha)
99. Subha sutta (Bráhman Subha)
100. Sangárava sutta (Bráhman Sangárava)
- Uparipannása-páli (Část "Padesát koncových rozprav"):

I. Dévadaha-vagga (Soubor "Ve městě Dévadaha"):
101. Dévadaha sutta (Ve městě Dévadaha)
102. Paňčattaja sutta (Pět a tři)
103. Kinti sutta (Co si o mě myslíte?)
104. Sámagáma sutta (V Sámagámě)
105. Sunakkhatta sutta (Liččhavija Sunakkhatta)
106. Áneňdžasappája sutta (Cesta k neochvějnosti)
107. Ganakamoggallána sutta (Bráhman Ganaka Moggallána)
108. Gópakamoggallána sutta (Bráhman Gópaka Moggallána)
109. Mahá Punnama sutta (Delší rozprava za úplňkové noci)
110. Čúla-punnama sutta (Kratší rozprava za úplňkové noci)
II. Anupada-vagga (Soubor "Jedno po druhém"):
111. Anupada sutta (Jedno po druhém)
112. Čhabbisodhana sutta (Šestidílná zkouška)
113. Sappurisa sutta (Dobrý muž)
114. Sevitabbásevitabba sutta Co by mělo být rozvíjeno a co by nemělo být rozvíjeno)
115. Bahudhátuka sutta (Mnoho druhů prvků)
116. Isigili sutta (Hora Isigili)
117. Maháčattárísaka sutta (Čtyřicet velkých věcí)
118. Ánápánasati sutta (Uvědomění nádechu a výdechu)
119. Kájagatásati sutta (Uvědomění těla)
120. Sankhárupapatti sutta (Znovuvyvstávání formací)
III. Suňňata-vagga (Soubor "O prázdnotě"):
121. Čúla Suňňata sutta (Kratší rozprava o prázdnotě)
122. Mahá Suňňata sutta Delší rozprava o prázdnotě)
123. Aččharija-abhúta sutta (Nádherné a zázračné)
124. Bakkula sutta (Ctihodný Bakkula)
125. Dantabhúmi sutta (Stupeň zkrocení)
126. Bhúmidža sutta (Ctihodný Bhúmidža)
127. Anuruddha sutta (Ctihodný Anuruddha)
128. Upakkilésa sutta (Nečistoty)
129. Bálapandita sutta (Pošetilý a moudrý)
130. Dévadúta sutta (Nebeští poslové)
IV. Vibhanga-vagga (Soubor "Rozbory"):
131. Bhaddekaratta sutta (Ten, kdo se těší nádherou)
132. Ánandabhaddekaratta sutta (Ctihodný Ánanda a ten, kdo se těší nádherou)
133. Mahákaččánabhaddekaratta sutta (Ctihodný Mahá Kaččána a ten, kdo se těší nádherou)
134. Lómasakangijabhaddekaratta sutta (Ctihodný Lómasakangija a ten, kdo se těší nádherou)
135. Čúla Kammavibhanga sutta (Kratší rozbor činů)
136. Mahá Kammavibhanga sutta (Velký rozbor činů)
137. Salájatanavibhanga sutta (Rozbor šesti smyslových oblastí)
138. Uddésavibhanga sutta (Souhrnný rozbor)
139. Aranavibhanga sutta (Rozbor ne-protikladů)
140. Dhátuvibhanga sutta (Rozbor prvků)
141. Saččavibhanga sutta (Rozbor pravd)
142. Dakkhinávibhanga sutta (Rozbor obdarování)
V. Salájatana-vagga (Soubor "Šest smyslových oblastí"):
143. Anáthapindikóváda sutta (Poučení Anáthapindiky)
144. Čhannóváda sutta (Poučení Čhanny)
145. Punnóváda sutta (Poučení Punny)
146. Nandakóváda sutta (Poučení Nandaky)
147. Čúla Ráhulóváda sutta (Kratší poučení Ráhuly)
148. Čhačhakka sutta (Šest krát šest)
149. Mahá Salájatanika sutta (Velká rozprava o šesti smyslových oblastech)
150. Nágáravindejja sutta (Rozprava k hospodářům z Nágáravindy)
151. Pindapátapárisuddhi sutta (Očišťování almužního jídla)
152. Indrijabhávaná sutta (Rozvíjení schopností)